# Fidena ruficornis
Fidena ruficornis är en tvåvingeart som först beskrevs av Krober 1931.  Fidena ruficornis ingår i släktet Fidena och familjen bromsar. Inga underarter finns listade i Catalogue of Life.